# Jiang Huihua
Jiang Huihua (* 22. Januar 1998) ist eine chinesische Gewichtheberin. Sie wurde 2015 Weltmeisterin im Zweikampf, im Reißen und im Stoßen in der Gewichtsklasse bis 48 kg Körpergewicht.

## Werdegang
Jiang Huihua stammt aus Fuzhou. Sie begann in jungen Jahren mit dem Gewichtheben und erreichte sehr früh Weltniveau. Ihren ersten Aufsehen erregenden internationalen Erfolg erzielte sie im Alter von 15 Jahren, als sie 2013 in Nanjing mit einer Zweikampfleistung von 183 kg (83–100) Siegerin bei den Asiatischen Jugendspielen in der Gewichtsklasse bis 48 kg Körpergewicht wurde.
Im April 2014 erzielte sie bei den chinesischen Meisterschaften in der Gewichtsklasse bis 48 kg im Reißen mit 91 kg einen neuen Junioren-Weltrekord. Im August 2014 wurde sie Siegerin bei den 2. Olympischen Jugendspielen in Nanjing. Sie erzielte dabei in der gleichen Gewichtsklasse im Zweikampf 193 kg (88–105) und deklassierte damit geradezu ihre Gegnerinnen. 
2015 wurde sie in der Gewichtsklasse bis 48 kg chinesische Meisterin bei den Frauen mit einer Zweikampfleistung von 208 kg (95–113). Dabei verwies sie Guan Chunying, die auf 205 kg (91–114) und die Weltmeisterin von 2014 Tan Yayun, die auf 204 kg (91–113) kam, auf die Plätze. Kurz darauf wurde sie in ihrer Gewichtsklasse in Wrocław Junioren-Weltmeisterin. Sie erreichte dabei im Zweikampf 205 kg (92–113). Ihre Landsfrau Hou Zhihui blieb mit 204 kg (91–113) nur knapp hinter ihr. Diesen beiden Siegen hatte es Jiang Huihua zu verdanken, dass sie auch bei der Weltmeisterschaft 2015 in Houston eingesetzt wurde. Sie rechtfertigte in Houston dieses Vertrauen und wurde mit 198 kg (88–110) neue Weltmeisterin im Zweikampf, im Reißen und im Stoßen.

## Internationale Erfolge
| Jahr | Platz | Wettbewerb                                                                        | Gewichtsklasse | Ergebnisse |
| 2013 | 1.    | Asiatische Jugendspiele in Nanjing                                                | bis 48 kg      | mit 183 kg (83–100), vor Thunya Sukcharoen, Thailand, 160 kg (70–90) und Yao Lingling, China, 152 kg (67–85)     |
| 2014 | 1.    | Asiatisches Qualif.-Turnier für die Olympischen Jugendspiele in Bangsaen/Thailand | bis 48 kg      | mit 170 kg (85-85), vor Suphatcha Hatsadong, Thailand, 135 kg (59–76) und Ngo Thi Quyen, Vietnam, 134 kg (58–76) |
| 2014 | 1.    | 2. Olympische Jugendspiele in Nanjing                                             | bis 48 kg      | mit 193 kg (88–105), vor Ri Song-gum, Nordkorea, 165 kg (72–93) und Rebeka Koha, Lettland, 165 kg (75–90)        |
| 2015 | 1.    | Junioren-WM in Wrocław                                                            | bis 48 kg      | mit 205 kg (92–113), vor Hou Zhihui, China, 204 kg (91–113) und Ri Song-gum, 181 kg (77–104)                     |
| 2015 | 1.    | WM in Houston                                                                     | bis 48 kg      | mit 198 kg (88–110), vor Vuong Thi Huyen, Vietnam, 194 kg (85–109) und Hiromi Miyake, Japan, 193 kg (85–108)     |

## WM-Einzelmedaillen
- WM-Goldmedaillen: 2015/Reißen, 2015/Stoßen

## Chinesische Meisterschaften
| Jahr | Platz | Gewichtsklasse | Ergebnisse                                                                             |
| 2015 | 1.    | bis 48 kg      | mit 208 kg (95–113), vor Guan Chunying, 205 kg (91–114) und Tan Yayun, 204 kg (91–113) |

Erläuterungen
- alle Wettkämpfe im Zweikampf, bestehend aus Reißen und Stoßen
- WM = Weltmeisterschaft